# Кормухин, Андрей Борисович
Андрей Борисович Кормухин (род. 20 февраля 1970, Горький, РСФСР, СССР) — лидер движения «Сорок сороков», председатель незарегистрированной партии традиционалистов России «За семью!», режиссёр, бизнесмен и, по собственным словам, композитор.
Является личным другом патриарха Кирилла, удостоен ряда наград Русской православной церкви, включая медали Владимира Крестителя, Патриаршей медали Русской Православной Церкви. Как многодетный отец удостоен медали ордена «Родительская слава».
Придерживается монархических взглядов. Является православным христианином. 
Имеет прозвище «Молот».

## Биография
Андрей Кормухин родился 20 февраля 1970 года в городе Горький (Нижний Новгород). Его отец, Борис Александрович Кормухин, был ведущим инженером на промышленном предприятии, увлекался пением. Мать, Фаина Анфимовна Кормухина, директор музея архитектуры и быта народов Нижегородского Поволжья «Щёлоковский хутор». Сестра — советская и российская певица Ольга Борисовна Кормухина.
Поступил в Нижегородский университет имени Н. И. Лобачевского на факультет вычислительной математики и кибернетики, затем был призван в армию. По окончании воинской службы университет оставил и получил музыкальное образование в Государственном музыкальном училище имени Гнесиных. Затем окончил МПГУ по специальности «юриспруденция».

## Политическая деятельность
Андрей Кормухин является председателем Партии традиционалистов России «За семью!», созданной на основе православного общественного движения «Сорок сороков». Партия была учреждена 25 марта 2023 года.
Основная заявленная миссия партии — борьба за традиционные духовно-нравственные ценности, улучшение демографической ситуации (повышение рождаемости, запрет абортов) и благополучия многодетных семей. По словам Андрея Кормухина, партия не будет ограничиваться людьми одной национальности или вероисповедания, ее сторонниками могут стать все, кто стремится защищать традиционные ценности.
Партия планировала принять участие в выборах 2023 года, однако не прошла проверку Минюста и не была зарегистрирована.

## Общественная деятельность
Кормухин считает, что события 2012 года — «информационные атаки на Патриарха» и «скандал с „Pussy Riot“» — сделали понятным, «что пришла пора православным христианам… встать на защиту своей веры». В 2013 году Кормухин и спортсмен Владимир Носов основали движение «Молот», в 2014 году переименованное в «Сорок сороков» и привлёкшее внимание патриарха Кирилла (по словам Кормухина, патриарх Кирилл иногда называл участников движения «наши гвардейцы»). В движение было набрано из бывших футбольных фанатов. Применяемую движением тактику сам Кормухин описывал термином «гибридная война», в то же время заявляя, что «Сорок сороков» — это попытка преодолеть «кризис сознания, когда Православие считается чем-то периферийным для жизни страны», а его представители видели себя, прежде всего, «защитниками строительства новых церквей, возводимых по программе „200 храмов“» (при этом утверждалось, что «была спланирована и очень хорошо финансировалась <…> жуткая атака на эту программу»). В обществе и СМИ движение характеризовалость неоднозначно: в частности, проверить его на экстремизм предлагали депутат Ирина Роднина и экс-депутат Оксана Пушкина от Единой России, а также экс-депутат от КПРФ Валерий Рашкин.
В 2014 году Кормухин подверг критике и осуждению творческий проект группы «Свечение», которая установила на крыше одного из зданий делового центра «Москва-Сити» своеобразный световой объект, символизирующий «Око Саурона». Он прокомментировал:

Мы живём в то время, когда символы, грамотно вброшенные в информационное пространство, становятся не менее эффективным оружием, чем боевое. И эта история с «Оком Саурона» не что иное, как грамотно разработанная в недрах врагов России и православия спецоперация, которая должна символизировать собой, что царство зла находится в нашей златоглавой Москве.
В 2015 году, через два года после создания, движение насчитывало 10 тысяч участников, однако Кормухин не связывал такой рост с собственными «талантами или организаторскими способностями» его участников: 

Наш главный посыл: Россия может существовать только как православная страна. Люди, услышав это, пошли за нами, стали вливаться в движение…
В том же году, помимо продвижения и защиты строительства православных храмов, проекты движения включали гуманитарную помощь жителям Донбасса, социальную работу с детскими домами, бездомными и заключёнными, организацию спортивных турниров и участие в них, помощь паломникам во время поклонения православным святыням. Летом того же года Кормухин и другие представители движения «Сорок сороков» выступили в защиту строительства храма в парке «Торфянка». Местные жители разделились на два лагеря, один из которых считал, что стройка имеет незаконный характер. Конфликт районного масштаба приобрёл общемосковский характер, привлёк внимание СМИ, общественных и политических активистов и лично патриарха Кирилла. Кроме того, совместно с другими православными Кормухин выступил против проведения гей-парадов, пропаганды и символики ЛГБТ.
В 2019 году Андрей Кормухин выступил против законопроекта о домашнем насилии, заявив, что его продвигают иностранные агенты и ЛГБТ-сообщества. При этом он утверждал, что законопроект не борется с причинами насилия: по его мнению, большинство бытовых преступлений совершается в состоянии алкогольного или наркотического опьянения (По его мнению, к находящемуся в таком состоянии мужчине нужно просто применить презумпцию невиновности и дать ему возможность протрезветь), и он не связывает такое насилие с понятием семьи, считая формулировку «семейно-бытовое насилие» некорректной. В 2020 году Кормухин устраивал протесты против законопроекта и массовые пикеты под лозунгом «за семью», а в октябре стал соавтором открытого письма Путину с осуждением законопроекта.

## Бизнес
Андрей Кормухин является учредителем двух коммерческих организаций: ООО «Аногри» и ООО «Гривен». Обе компании ликвидированы.

## Музыкальная деятельность
Андрей Кормухин — автор музыки ряда песен, записанных Ольгой Кормухиной. Среди них:
- «Право на любовь»;
- «Странник»;
- «Ты просто нужен мне» — на стихи Константина Арсенева;
- «Мольба» — на стихи Риммы Казаковой и Ольги Кормухиной.

## Скандалы
В 2014 году Кормухин вместе с четырнадцатилетним сыном напал на пикетчика, выступавшего за права геев.
В мае 2015 года Кормухин был ненадолго задержан полицией за участие в жестоком нападении на ЛГБТ-активистов, пытавшихся провести парад в Москве.
Кормухин неоднократно подвергал критике творческую деятельность Филиппа Киркорова, так как в его клипе на песню «Романы» и выступлении на песню «Мария Магдалена», по мнению Кормухина, прослеживается оскорбление религии и чувств верующих. Движение «Сорок сороков» дважды пыталось возбудить уголовное дело против певца.
В 2017 году движение «Сорок сороков» во главе с Андреем Кормухином устроило мирный протест возле кинотеатра «Октябрь» против решения Минкульта о выдаче прокатного удостоверения фильму «Матильда». По словам Кормухина, основная цель протеста — добиться, «чтобы фильм прошел как можно в меньшем количестве кинотеатров, чтобы провокацию <…> увидело как можно меньшее количество людей». Он полагает необходимым затруднить или предотвратить появление в будущем аналогичных «провокаций» и добиться от государственных чиновников более тщательного рассмотрения финансирования подобных проектов. Он считает важным, «чтобы государство услышало православных христиан» и приняло их в расчёт как одну из категорий избирателей, интересы которых необходимо учитывать.

## Семья
Андрей Кормухин женат (жену зовут Ольга), имеет 9 детей и 5 внуков.
В одном из своих интервью он так сказал о семье:

Мы с женой Ольгой — православные, поэтому сколько Бог дал — всех забрали, а потом многодетность — это традиционная семейная ценность

Я всегда хотел много детей, но не думал, что их будет так много